# Ba đậu lá dày
Ba đậu lá dày (danh pháp khoa học: Croton crassifolius) là một loài thực vật có hoa trong họ Đại kích. Loài này được Geiseler mô tả khoa học đầu tiên năm 1807.